# Elsterberg

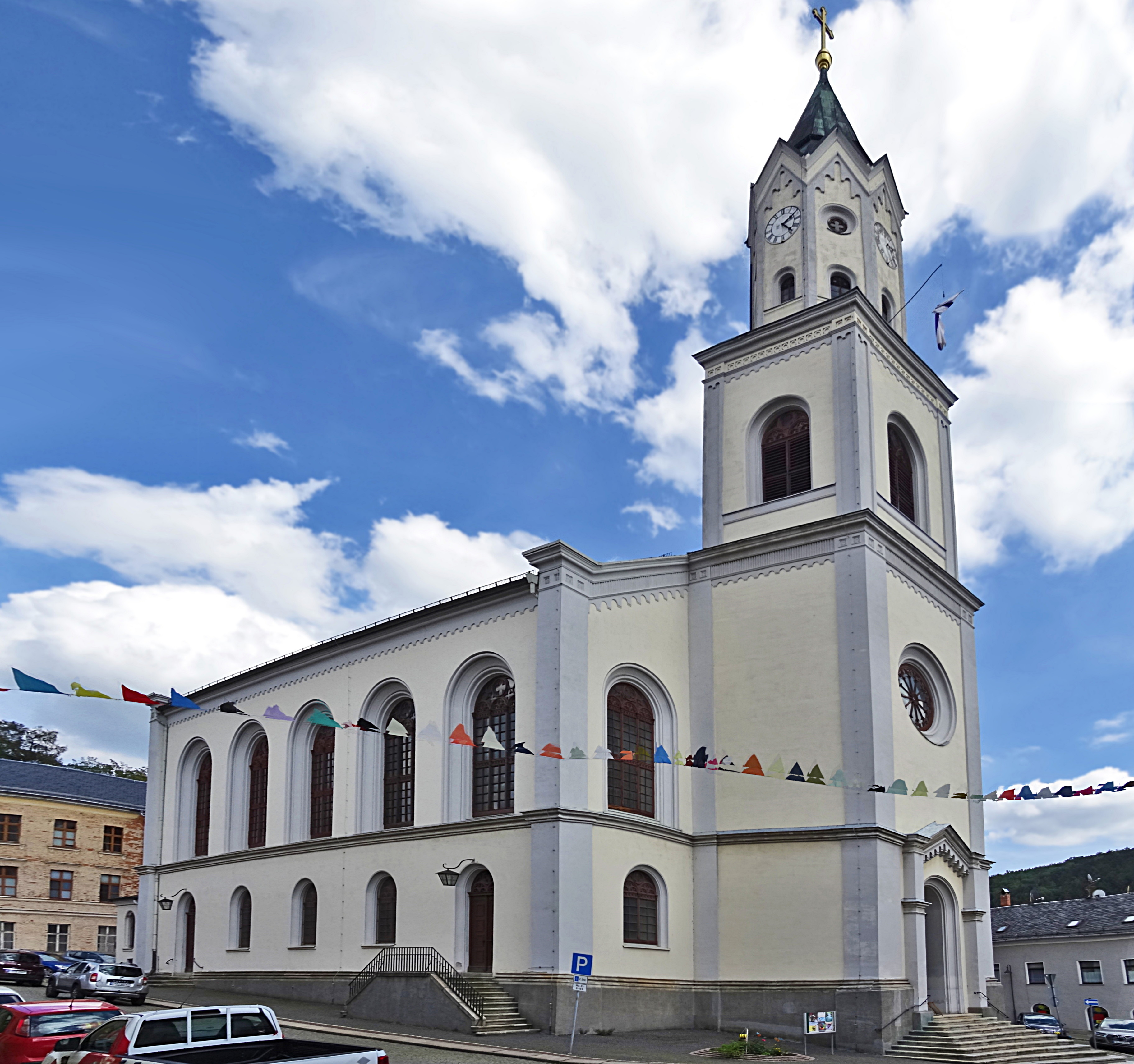
Laurentiuskirche heute

Gliederung der Stadt Elsterberg

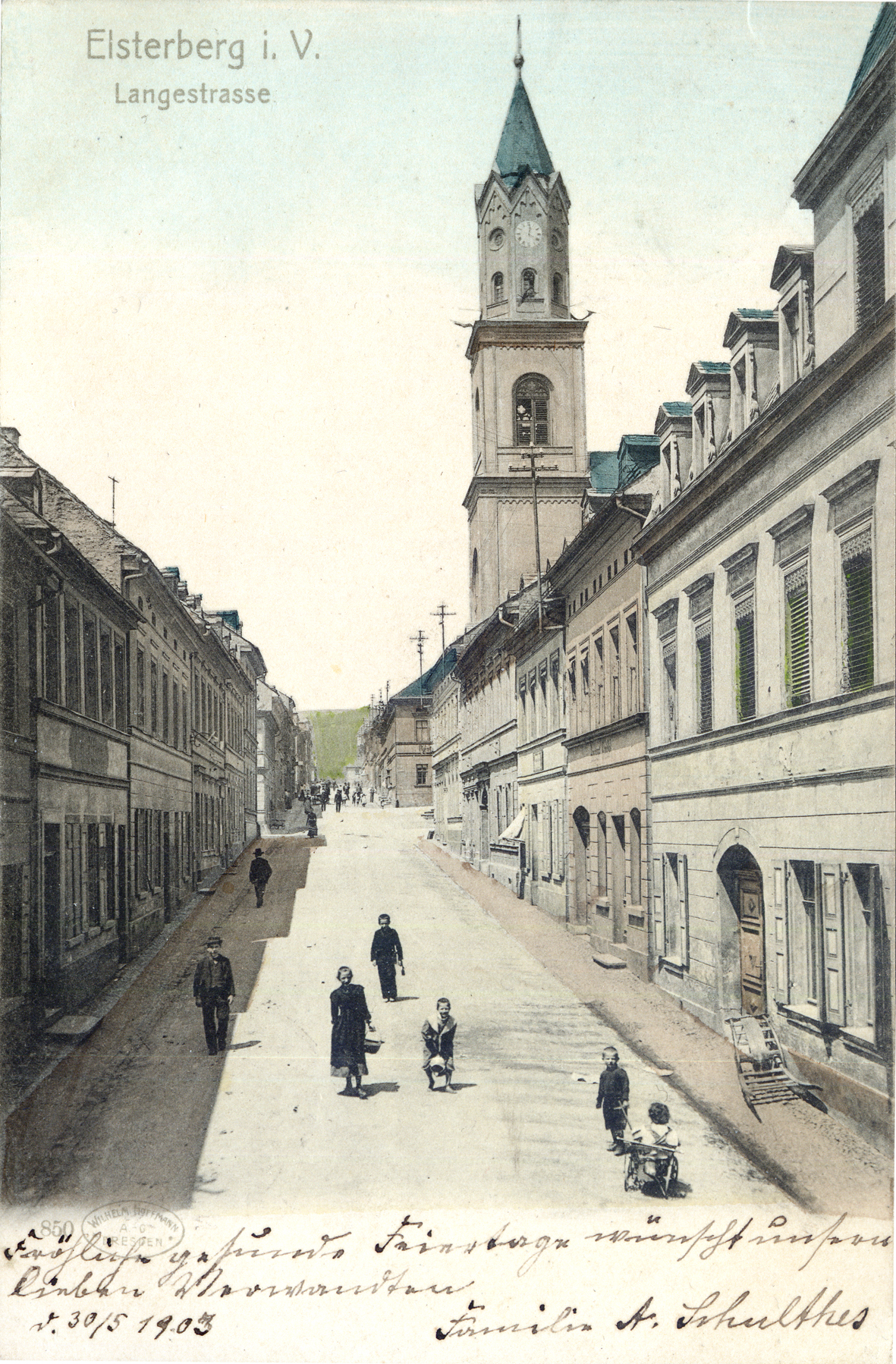
Elsterberg, Lange Straße mit Kirche, Lichtdruck-Postkarte 1897

Die Stadt Elsterberg liegt im Vogtland an der Weißen Elster. Am 25. Juli 1952 kam die Stadt im Rahmen der DDR-Gebietsreform vom Bezirk Karl-Marx-Stadt (Sachsen) nach Thüringen und in den Bezirk Gera. Per Volksentscheid erfolgte am 1. April 1992 die Rückgliederung nach Sachsen in den Vogtlandkreis.

## Geografie

### Geografische Lage
Elsterberg befindet sich in einer von Greiz ausgehenden Tallage, umgeben von dichten Wäldern. Das Tal setzt sich vom Ortsteil Gippe aus zum Steinicht, einem Landschaftsschutzgebiet im Elstertal Richtung Plauen, zur Rentzschmühle und zur Elstertalbrücke an der Weißen Elster fort. Die B 92 von Plauen nach Greiz führt durch die Kleinstadt. Greiz ist etwa 6 km und Plauen etwa 13 km entfernt.

### Nachbargemeinden
| Stadt Greiz im Landkreis Greiz |                                             |                                   |
|                                | Kompassrose, die auf Nachbargemeinden zeigt | Stadt Netzschkau im Vogtlandkreis |
|                                | Gemeinde Pöhl im Vogtlandkreis              | Gemeinde Limbach im Vogtlandkreis |

### Stadtgliederung
Stadtteile Elsterbergs sind die eingemeindeten
- Coschütz mit Feldwiese, Rückisch und Thürnhof
- Kleingera mit Reuth und Pfannenstiel
- Losa mit Wipplas
- Scholas
- Cunsdorf
- Görschnitz
- Noßwitz

Weiterhin gehören die Siedlungen Gippe und Hohengrün zur Stadt Elsterberg. Sie besitzen keinen Status als Gemeindeteil.

## Geschichte

### Entstehung und Stadtgründung
Die angeblich im Jahre 1198 ausgestellte Urkunde mit der Erwähnung eines Rayero de Elsterberg ist höchstwahrscheinlich eine Fälschung und kann frühestens Mitte des 13. Jh. verfasst worden sein. Die erste sichere urkundliche Ersterwähnung Elsterbergs datiert auf den 25. April 1225. Ob die Burganlage Altes Haus Elsterberg, die 38 Meter über der Elster auf dem Weßnitzfelsen stand, älter ist als die Burg Elsterberg, ist archäologisch bisher nicht belegbar. Der Name der Stadt leitet sich aus dem Namen der Burg her – nach der Lage an der Elster.
Zur gleichen Zeit kolonisierten die Herren von Lobdeburg die Gegend und bauten vor 1225 eine zweite Burg, die später Schloss Elsterberg genannt wurde. Unterhalb der Burg ließen sie eine Kirche errichten und siedelten aus Franken und Thüringen herbeigerufene Untertanen an.
Eine Stadtgründung war ursprünglich nicht vorgesehen, als aber im 13. Jahrhundert 36 umliegende Dörfer nach Elsterberg pfarrten und dort Handel ausübten, wurde ein Marktrecht eingeführt. Urkundlich erschien Elsterberg als Stadt erstmals 1354. Bis 1700 war es ein typisches Landstädtchen, in dem nur für den Eigenbedarf und innerhalb einer bestimmten Bannmeile erzeugt und gehandelt werden durfte.
In der Zeit der Reformation hielt sich mehrmals Thomas Müntzer in Elsterberg auf. Erst 1539 wurde Elsterberg evangelisch. Nach dem Schmalkaldischen Krieg ging Elsterberg 1547 als Teil des Plauener Amtes von den Ernestinern an die Vögte von Plauen über, bis es 1569 endgültig an Kursachsen fiel.

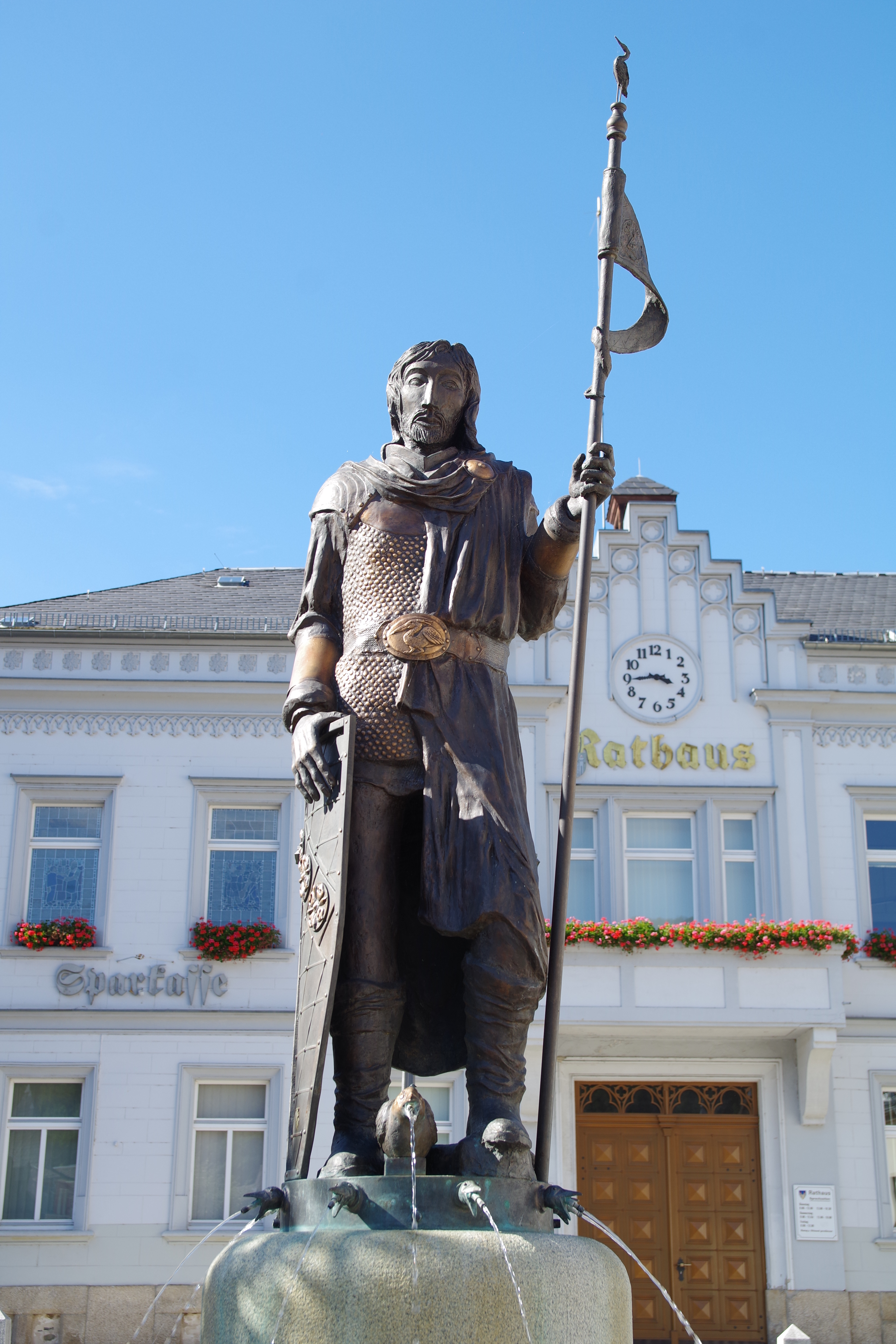
Statue des Ritter Rayer von Elsterberg vor dem Rathaus
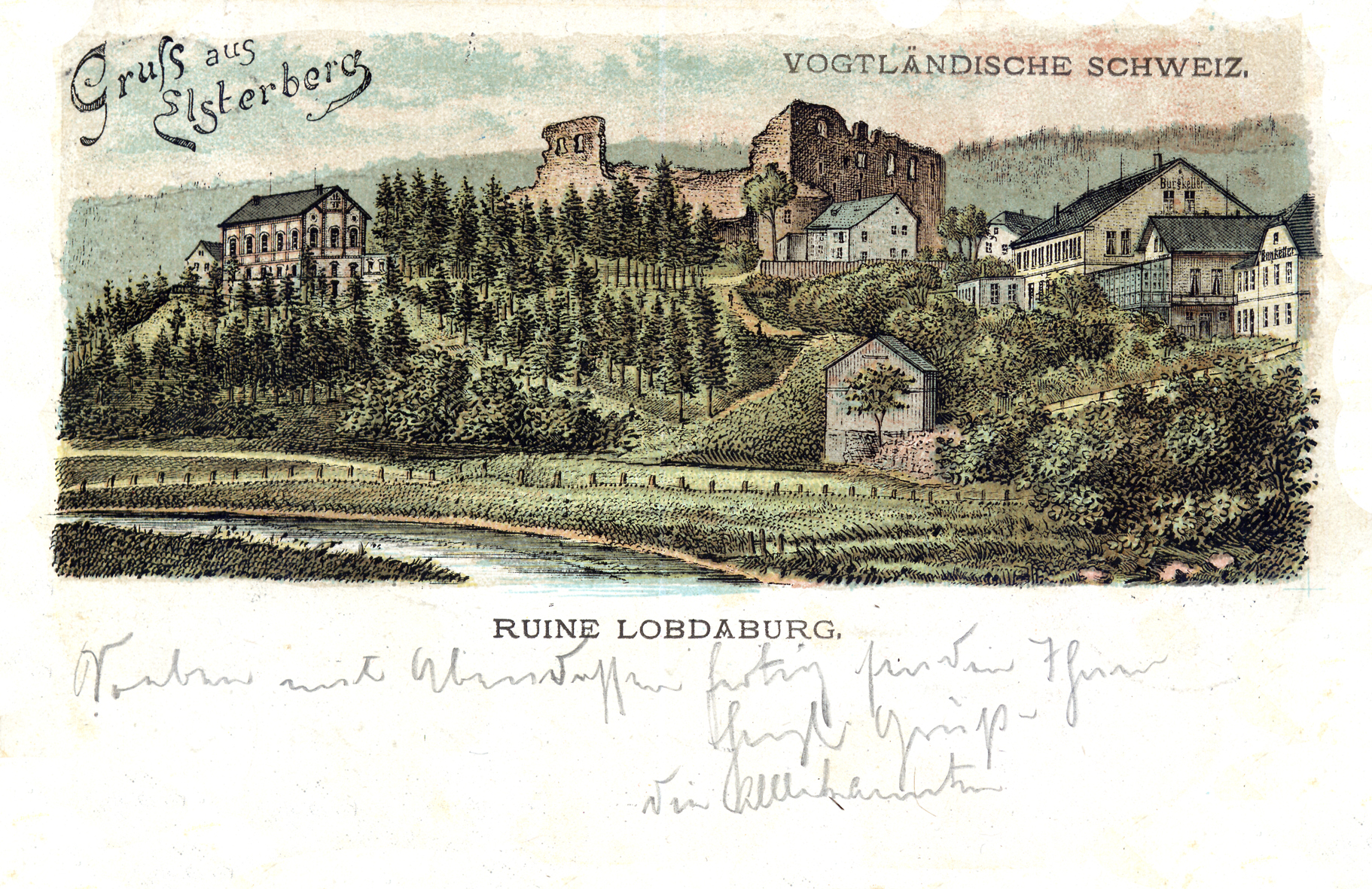
Ruine Lobdaburg in Elsterberg, Postkarte aus dem Jahr 1895
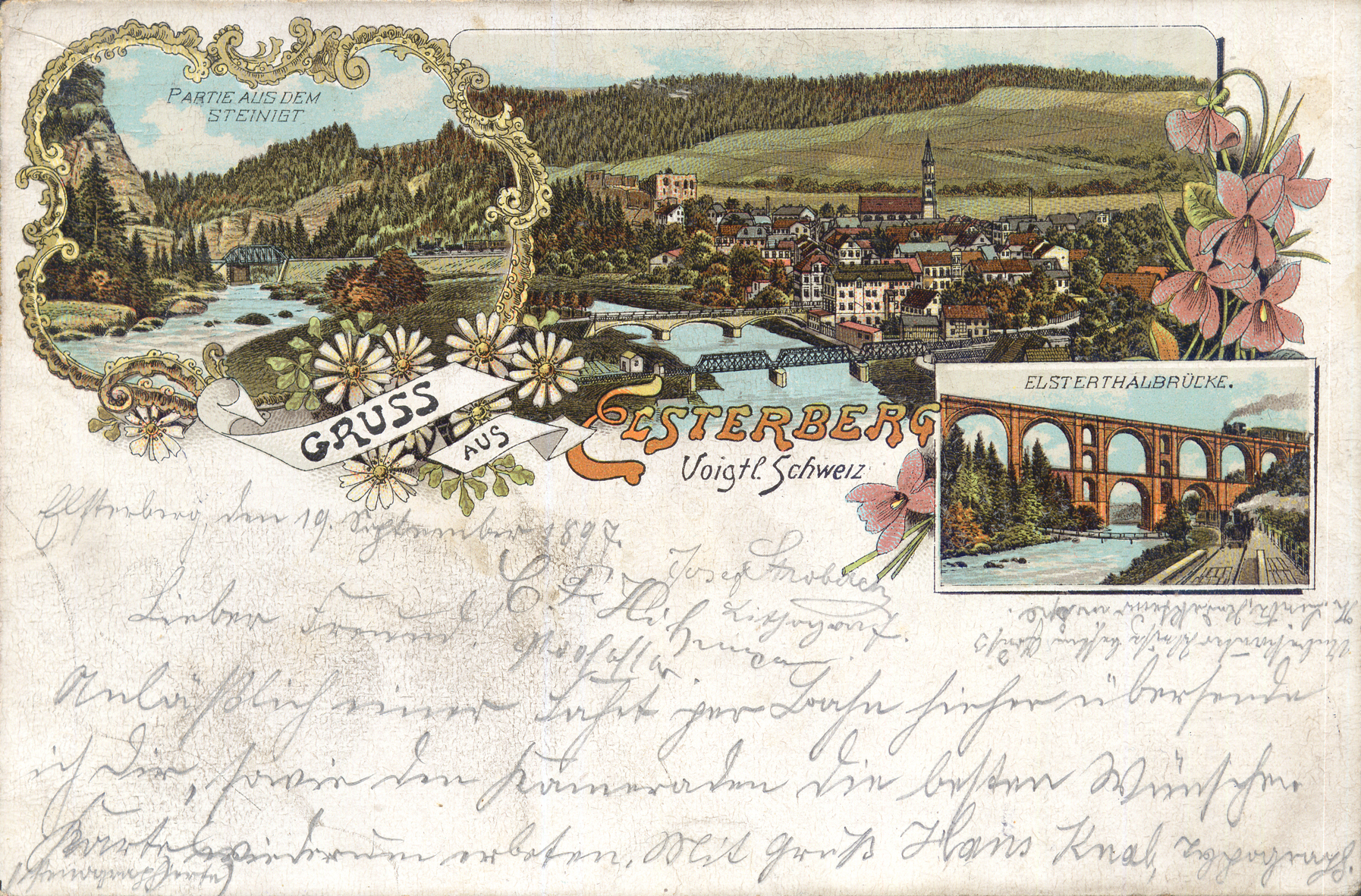
Lithographie von Elsterberg mit der Vogtländischen Schweiz, Postkarte 1895
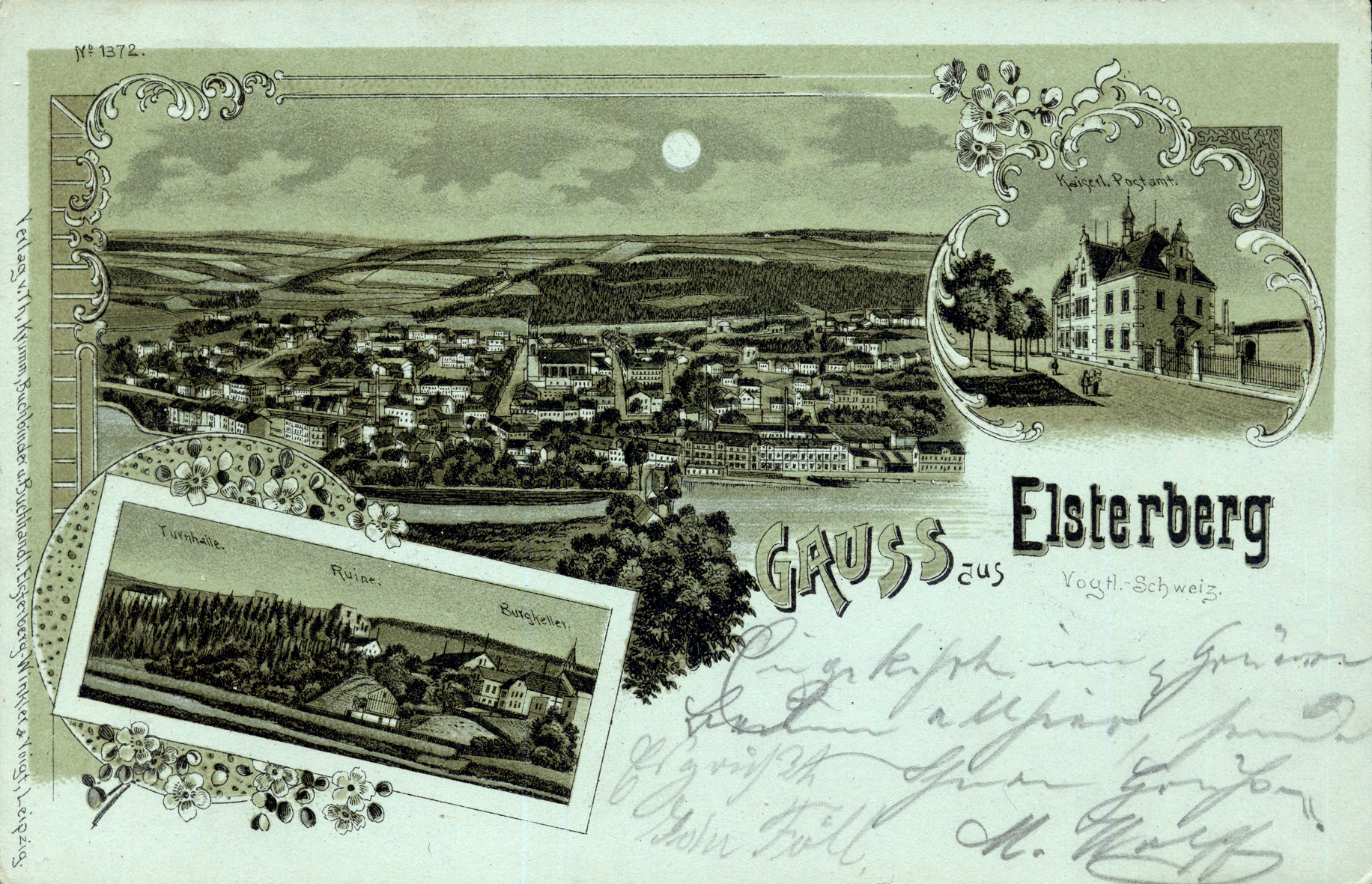
Mondschein-Lithographie von Elsterberg, Postkarte 1896
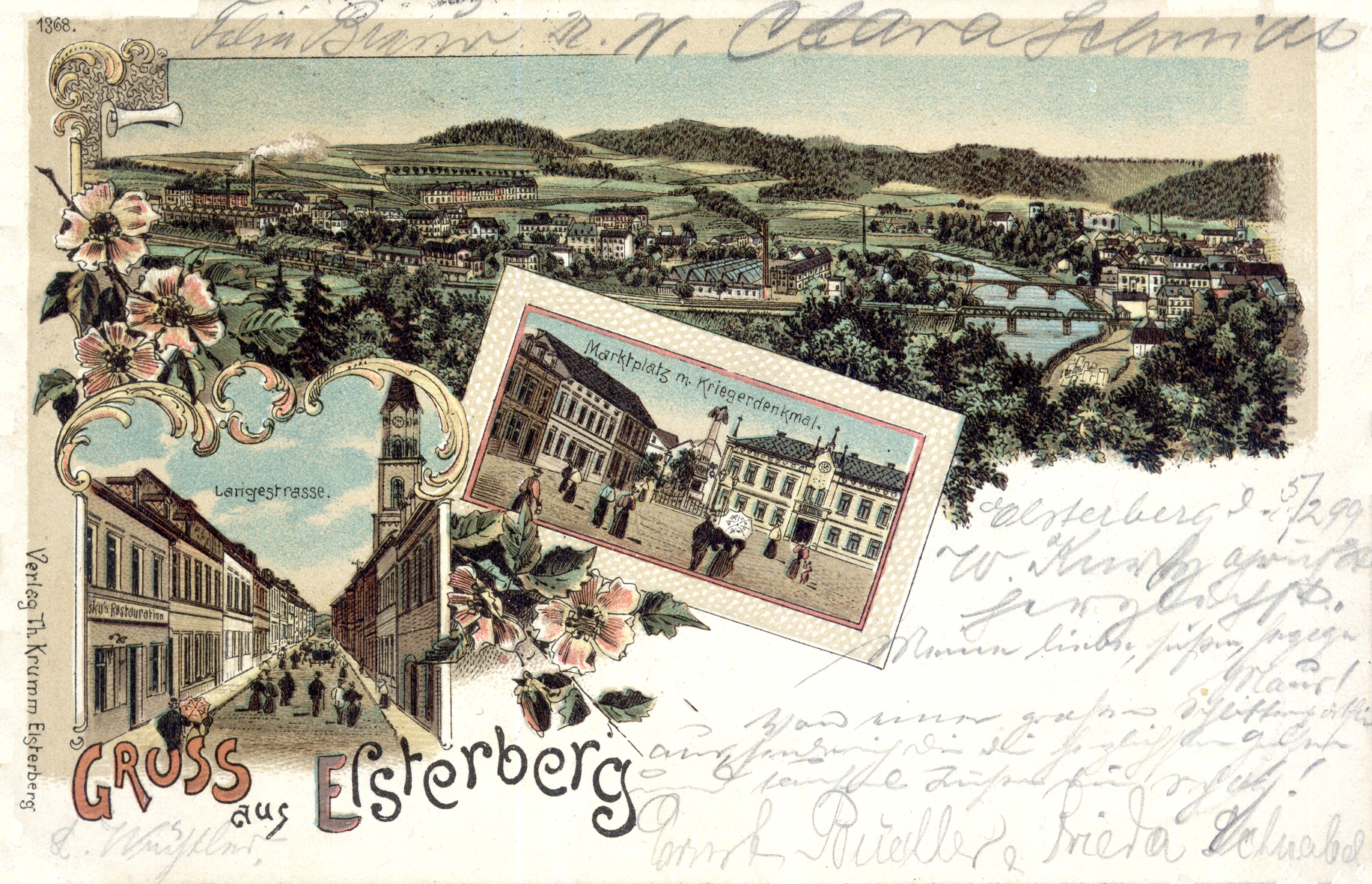
Lithographie von Elsterberg, Postkarte 1897
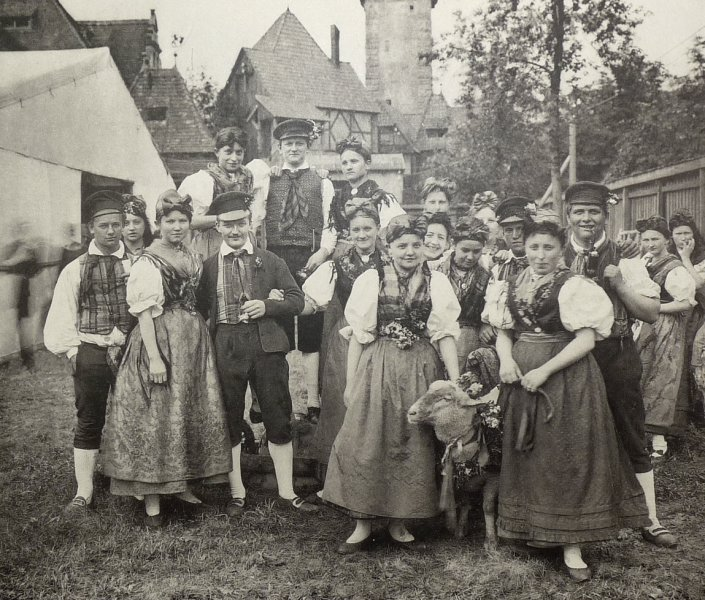
Elsterberger Trachten 1897

### Stadtbrände
Drei verheerende Stadtbrände zerstörten Elsterberg. 1492 stand der Großteil der Innenstadt in Flammen und 1702 fiel die Innenstadt bis auf die Pfarre und das Rittergut Frankenhof auf der anderen Elsterseite den Flammen zum Opfer. Im Jahr 1840 brannte die ganze Stadt mit Kirche und Rathaus. Alle stadtkundlichen Akten und Urkunden- bis auf die Kirchenbücher (Geburten, Trauungen, Sterbefälle) ab 1658 – gingen unwiederbringlich verloren. Erst nach dem Wiederaufbau ab 1840 entstand das heutige Stadtbild. Der beim Stadtbrand 1840 ebenfalls abgebrannte Frankenhof wurde nicht wieder aufgebaut. Die neu angelegte Schulstraße (heute: Karl-Marx-Straße) zerschnitt das einstige Rittergutsareal, auf dessen östlichen Teil das Gerichtsgebäude mit Gefängnis (heute Karl-Marx-Straße 57) errichtet wurde.

### Die Industrialisierung zur Spinnfaserstadt
Elsterberg gehörte bis 1856 zum kursächsischen bzw. königlich-sächsischen Amt Plauen. 1856 wurde die Stadt Sitz des Gerichtsamts Elsterberg, bis sie 1875 der Amtshauptmannschaft Plauen angegliedert wurde. Im Jahr 1886 wurde der sächsische Anteil von Sachswitz von Noßwitz nach Elsterberg umgegliedert. Im Jahr 1928 wurde er durch den Gebietsaustausch und der damit einhergehenden Grenzbereinigung zwischen dem Freistaat Sachsen und dem Land Thüringen an Thüringen abgetreten und mit dem thüringischen Anteil von Sachswitz vereinigt. Bezüglich der kirchlichen Zugehörigkeit ist (Alt-)Sachswitz bis heute nach Elsterberg gepfarrt und gehört somit als Teil der Ev.-Luth. Kirchgemeinde Elsterberg zum Kirchenbezirk Vogtland der Evangelisch-Lutherischen Landeskirche Sachsens.
1875 wurde Elsterberg an das Eisenbahnnetz (Bahnstrecke Gera Süd–Weischlitz zwischen Gera und Plauen) angeschlossen, was der Industrialisierung der Stadt sehr förderlich war. 1882 eröffnete die erste mechanische Weberei in Elsterberg, 1908/09 wurde die Kunstseidenfabrik als „Sächsische Kunstseidenwerke AG“ gegründet, aus der nach einigen Startschwierigkeiten 1919 erfolgreich die Spinnfaser-Aktiengesellschaft Elsterberg entstand, eines der bedeutendsten einschlägigen Unternehmen vor dem Zweiten Weltkrieg in Deutschland. Auch die Lederindustrie boomte.

### Nationalsozialismus und Zweiter Weltkrieg
Von März 1933 bis zum 19. April 1933 befand sich im Gefängnis des Amtsgerichts Elsterberg ein frühes Konzentrationslager. Die Zahl der inhaftierten bzw. ums Leben gekommenen Personen ist nicht bekannt.
Die Kleinstadt Elsterberg blieb im Zweiten Weltkrieg von Bombenangriffen bis auf einige Blindgänger verschont. Die Besetzung durch amerikanische Truppen erfolgte am 16. April 1945. Im Juli des Jahres wurde die Stadt von sowjetischem Militär besetzt. Zahlreiche Umsiedler nach Vertreibung aus Böhmen, Mähren und Schlesien fanden seit 1945 Unterkunft in der Stadt. Versorgungsengpässe machten die Situation für alle Einwohner kompliziert.

### Die Zeit von 1945 bis 1989
Alle Elsterberger Betriebe wurden 1946 enteignet und in Volkseigentum überführt, Industrieanlagen und Großgrundbesitz zum Teil gewaltsam konfisziert. Viele Maschinen wurden entsprechend dem alliierten Abkommen von Jalta abgebaut und in die Sowjetunion verbracht. Dennoch lief die Spinnfaserproduktion wie die Leder- und Herdfabrikation unter Schwierigkeiten wieder an.

Am 25. Juli 1952 wurde das bisher zum Kreis Plauen gehörende sächsische Elsterberg im Rahmen der Verwaltungsreform in der DDR und der damit verbundenen Aufhebung der föderalen Ordnung in den neuen Bezirk Gera, Kreis Greiz eingegliedert. 

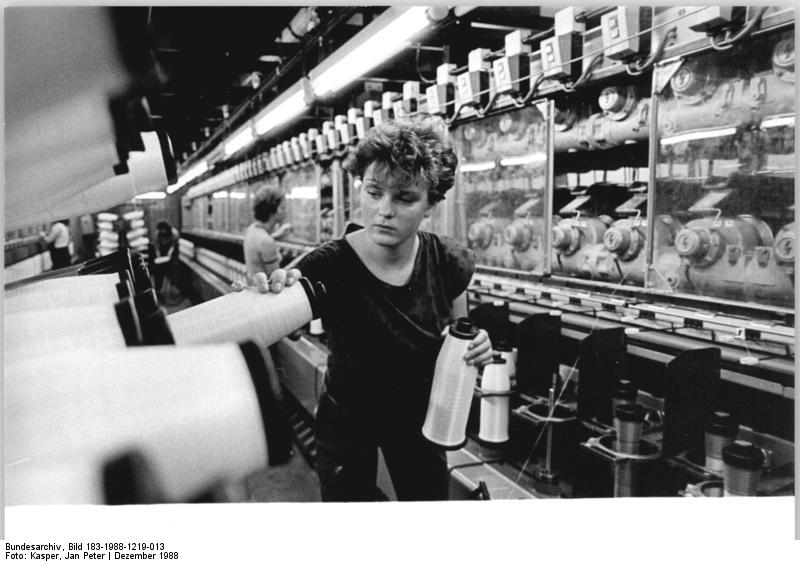
Eine Spinnerin im Kunstseidewerk „Clara Zetkin“ am 19. Dezember 1988

In den Jahren der DDR entwickelte sich Elsterberg zu einem wichtigen Industriestandort des Bezirkes Gera. Mit dem VEB Kunstseidenwerk Clara Zetkin, in dem Kunstseide und ab den 1970er Jahren auch Viskoseschwammtücher und Schwämme produziert wurden und das bis 1990 zum Chemiefaserkombinat gehörte, entwickelte sich Elsterberg zur modernen Industriestadt. Hier arbeiteten etwa 1600 Betriebsangehörige, darunter waren 1989 zahlreiche ausländische Vertragsarbeiter, darunter 66 Kubaner und 125 Vietnamesen. Zu den Betrieben von Elsterberg gehörten auch der VEB Wäscheunion, der vorrangig Bettwäsche herstellte, der VEB Wärmegerätewerk, in dem die begehrten Glutos-Öfen gefertigt wurden, und die Lederfabrik.

### Die Nachwendezeit ab 1989
Die politische Wende brachte den Zusammenbruch der Herd- und Lederindustrie in Elsterberg und auch die Textilindustrie blieb nicht verschont. Nach 1990 überlebten nur Teile der Spinnfaserproduktion. Die auf modernsten Stand gebrachte Produktion beschäftigte im Unternehmen Enka GmbH zwar nur einen Bruchteil der ursprünglichen Belegschaft, die Elsterberger Kunstseide blieb aber weiterhin international gefragt. Dies blieb so, bis 2009 trotz voller Auftragsbücher die International Chemical Investors Group den Standort Elsterberg zu Gunsten des Erhalts des Werkes im bayerischen Obernburg, dem einzig verbliebenen Glanzstoffwerk neben der Hauptverwaltung in Wuppertal, schloss und damit auch der letzte Elsterberger Industriebetrieb verloren ging. Die Stadt entwickelte sich trotz hoher Arbeitslosigkeit. Die Altstadt wurde saniert, das Waldbad modernisiert, eine Ortsumgehung gebaut, historische Bausubstanz mit Liebe zum Detail erneuert, der Burgkeller neu gestaltet und auch in den eingemeindeten Ortsteilen wurde viel getan.
Am 1. April 1992 wechselte die Stadt zusammen mit 8 anderen Thüringer Gemeinden wieder nach Sachsen, in den Kreis Plauen zurück. Grundlage hierfür war Staatsvertrag zwischen dem Freistaat Sachsen und dem Land Thüringen über die Änderung der gemeinsamen Landesgrenze vom 11. Februar 1992.

### Eingemeindungen
| Ehemalige Gemeinde   | Datum           | Anmerkung                    |
| -------------------- | --------------- | ---------------------------- |
| Coschütz             | 1. Januar 1994  |                              |
| Cunsdorf             | 1. Januar 1995  |                              |
| Feldwiese            | vor 1880        | Eingemeindung nach Coschütz  |
| Gippe                | 1868            |                              |
| Görschnitz           | 1. Oktober 1993 |                              |
| Kleingera            | 1. Januar 1994  |                              |
| Losa                 | 1. April 1974   | Eingemeindung nach Coschütz  |
| Noßwitz              | 1. Mai 1972     |                              |
| Pfannenstiel         | vor 1880        | Eingemeindung nach Kleingera |
| Reuth                | vor 1880        | Eingemeindung nach Kleingera |
| Rückisch             | vor 1880        | Eingemeindung nach Coschütz  |
| Scholas              | 1. Januar 1979  | Eingemeindung nach Coschütz  |
| Thürnhof, Gutsbezirk | 1. April 1921   | Eingemeindung nach Coschütz  |
| Wipplas              | vor 1880        | Eingemeindung nach Losa      |

### Einwohnerentwicklung
1557 wurden 89 besessene(r) Bürger, 19 Häusler und 25 Inwohner gezählt, 1748 waren es 80 Häuser in der Mauer, 84 Häuser in der Vorstadt und 10 Hufen je 30 Scheffel.
Einwohnerzahlen und Eingemeindungen (ab 1998 31. Dezember):
| Jahr | 1834  | 1840  | 1895    | 1910  | 1960  | 1965  | 1971    | 1982  | 1990  | 1994    | 1998  | 2000  | 2002  |
| Einwohner | 2.320 | 2.081 | 4.814 a | 5.196 | 5.762 | 5.673 | 5.502 b | 5.156 | 4.766 | 5.735 c | 5.502 | 5.448 | 5.280 |
| |       |       |         |       |       |       |         |       |       |         |       |       |       |
| Jahr | 2004  | 2006  | 2008    | 2010  | 2012  | 2013  | 2014    | 2015  | 2016  | 2017    | 2018  | 2019  |       |
| Einwohner | 5.139 | 4.991 | 4.803   | 4.627 | 4.354 | 4.263 | 4.229   | 4.188 | 4.119 | 4.004   | 3.937 | 3.925 |       |
| |       |       |         |       |       |       |         |       |       |         |       |       |       |
| Quellen: Stadtverwaltung Elsterberg; ab 1998: Statistisches Landesamt Sachsen a Eingemeindung 1868: Gippe b Eingemeindung 1972: Noßwitz c Eingemeindungen 1993: Görschnitz; 1994: Coschütz, Kleingera, Losa, Scholas und 1995: Cunsdorf |       |       |         |       |       |       |         |       |       |         |       |       |       |

## Politik
Elsterberg ist Mitglied im Städteverbund Nordöstliches Vogtland.

### Stadtrat
Die sechszehnköpfige Stadtrat wurde zuletzt bei der Stadtratswahl am 10. November 2024 gewählt und setzt sich wie folgt zusammen:
| Stadtrat ab 2024Insgesamt 16 Sitze - SPD: 2 - AHL: 11 - GfE: 3 | Wahlvorschlag                                                                   | 2024  | 2024 | 2024(*) | 2024(*) | 2019  | 2019 | 2014  | 2014 |
| Stadtrat ab 2024Insgesamt 16 Sitze - SPD: 2 - AHL: 11 - GfE: 3 | Wahlvorschlag                                                                   | Sitze | in % | Sitze   | in %    | Sitze | in % | Sitze | in % |
| Stadtrat ab 2024Insgesamt 16 Sitze - SPD: 2 - AHL: 11 - GfE: 3 | Alternative Heimatliste                                                         | 11    | 66,7 | 11      | 68,0    | 9     | 48,8 | 9     | 52,6 |
| Stadtrat ab 2024Insgesamt 16 Sitze - SPD: 2 - AHL: 11 - GfE: 3 | Gemeinsam für Elsterberg                                                        | 3     | 17,7 | 3       | 19,8    | 2     | 25,1 | 2     | 11,4 |
| Stadtrat ab 2024Insgesamt 16 Sitze - SPD: 2 - AHL: 11 - GfE: 3 | SPD                                                                             | 2     | 14,3 | 2       | 10,8    | 2     | 12,4 | 2     | 11,3 |
| Stadtrat ab 2024Insgesamt 16 Sitze - SPD: 2 - AHL: 11 - GfE: 3 | Grüne                                                                           | –     | 1,3  | –       | 1,4     | –     | –    | –     | –    |
| Stadtrat ab 2024Insgesamt 16 Sitze - SPD: 2 - AHL: 11 - GfE: 3 | Alternative Feuerwehrliste                                                      | –     | –    | –       | –       | 1     | 8,6  | –     | –    |
| Stadtrat ab 2024Insgesamt 16 Sitze - SPD: 2 - AHL: 11 - GfE: 3 | Evangelische Kirchgemeinde                                                      | –     | –    | –       | –       | –     | 5,1  | 1     | 5,7  |
| Stadtrat ab 2024Insgesamt 16 Sitze - SPD: 2 - AHL: 11 - GfE: 3 | CDU                                                                             | –     | –    | –       | –       | –     | –    | 1     | 7,0  |
| Stadtrat ab 2024Insgesamt 16 Sitze - SPD: 2 - AHL: 11 - GfE: 3 | Linke                                                                           | –     | –    | –       | –       | –     | –    | 1     | 6,4  |
| Stadtrat ab 2024Insgesamt 16 Sitze - SPD: 2 - AHL: 11 - GfE: 3 | FDP                                                                             | –     | –    | –       | –       | –     | –    | –     | 5,6  |
| Stadtrat ab 2024Insgesamt 16 Sitze - SPD: 2 - AHL: 11 - GfE: 3 | Wahlbeteiligung (in %)                                                          | 49,1  | 49,1 | 73,5    | 73,5    | 72,4  | 72,4 | 61,5  | 61,5 |
| Stadtrat ab 2024Insgesamt 16 Sitze - SPD: 2 - AHL: 11 - GfE: 3 | (*) Die Wahl am 9. Juni 2024 war ungültig und wurde am 10. November wiederholt. |       |      |         |         |       |      |       |      |

### Bürgermeister

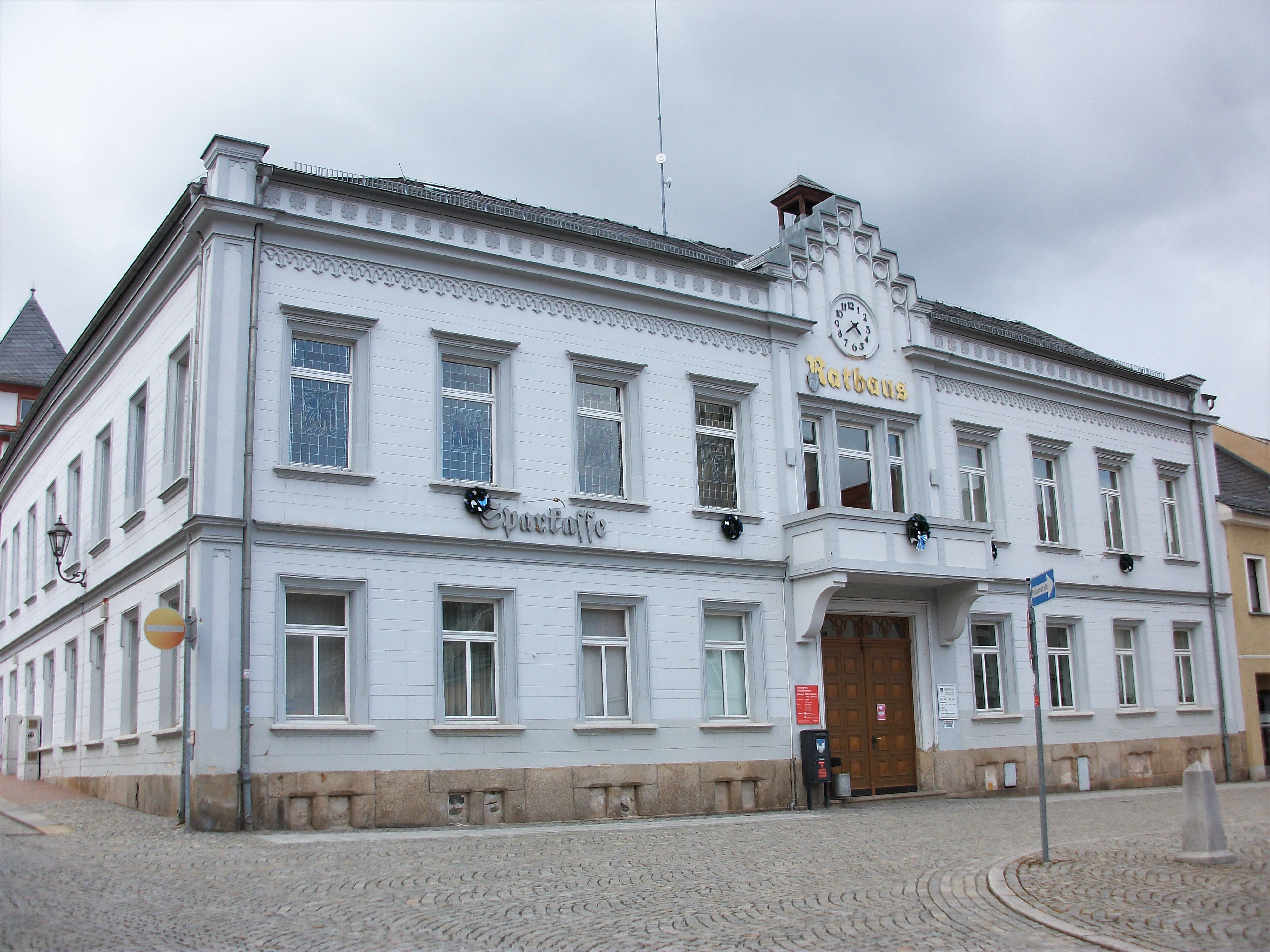
Rathaus Elsterberg

| Bürgermeister seit 1887 | Bürgermeister seit 1887 | Bürgermeister seit 1887 | Bürgermeister seit 1887 | Bürgermeister seit 1887 | Bürgermeister seit 1887 | Bürgermeister seit 1887 | Bürgermeister seit 1887 |
| ----------------------- | ----------------------- | ----------------------- | ----------------------- | ----------------------- | ----------------------- | ----------------------- | ----------------------- |
| 1887–1903               | Heinrich Haueisen       |                         | 1955–1960               | Albert Biering          |                         | seit 2022               | Axel Markert            |
| 1903–1922               | Emil Gebauer            | 1960–1974               | Anton Landgraf          |                         |                         |                         |                         |
| 1922–1945               | Otto Lieske             | 1974–1975               | Heinz Maier             |                         |                         |                         |                         |
| 1945–1947               | Otto Geiler             | 1975–1986               | Gerhard Braun           |                         |                         |                         |                         |
| 1947–1950               | Walter Ritter           | Okt./Nov. 1986          | Werner Fischer          |                         |                         |                         |                         |
| 1950–1954               | Paul Rudorisch          | Dez. 1986-Juli 2015     | Volker Jenennchen       |                         |                         |                         |                         |
| 1954–1955               | Heinrich Fischer        | 1. Aug. 2015 – 2022     | Sandro Bauroth          |                         |                         |                         |                         |

| Wahl | Bürgermeister     | Vorschlag | Wahlergebnis (in %) |
| ---- | ----------------- | --------- | ------------------- |
| 2022 | Axel Markert      | Markert   | 51,9                |
| 2015 | Sandro Bauroth    | Bauroth   | 53,9                |
| 2008 | Volker Jenennchen | AHL       | 70,7                |
| 2001 | Volker Jenennchen | AHL       | 79,1                |

## Kultur und Sehenswürdigkeiten

### Bauwerke

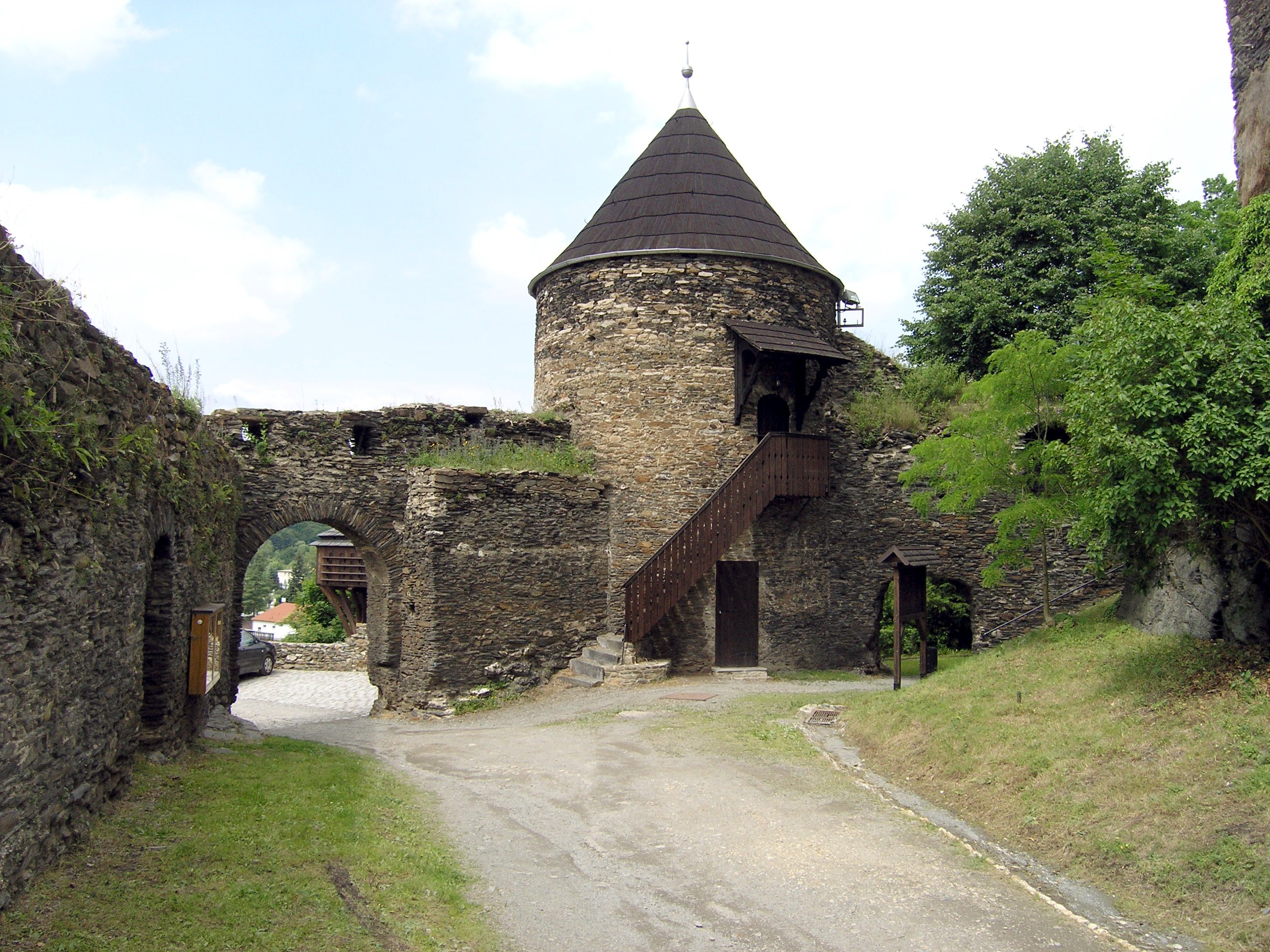
Die Burgruine in Elsterberg

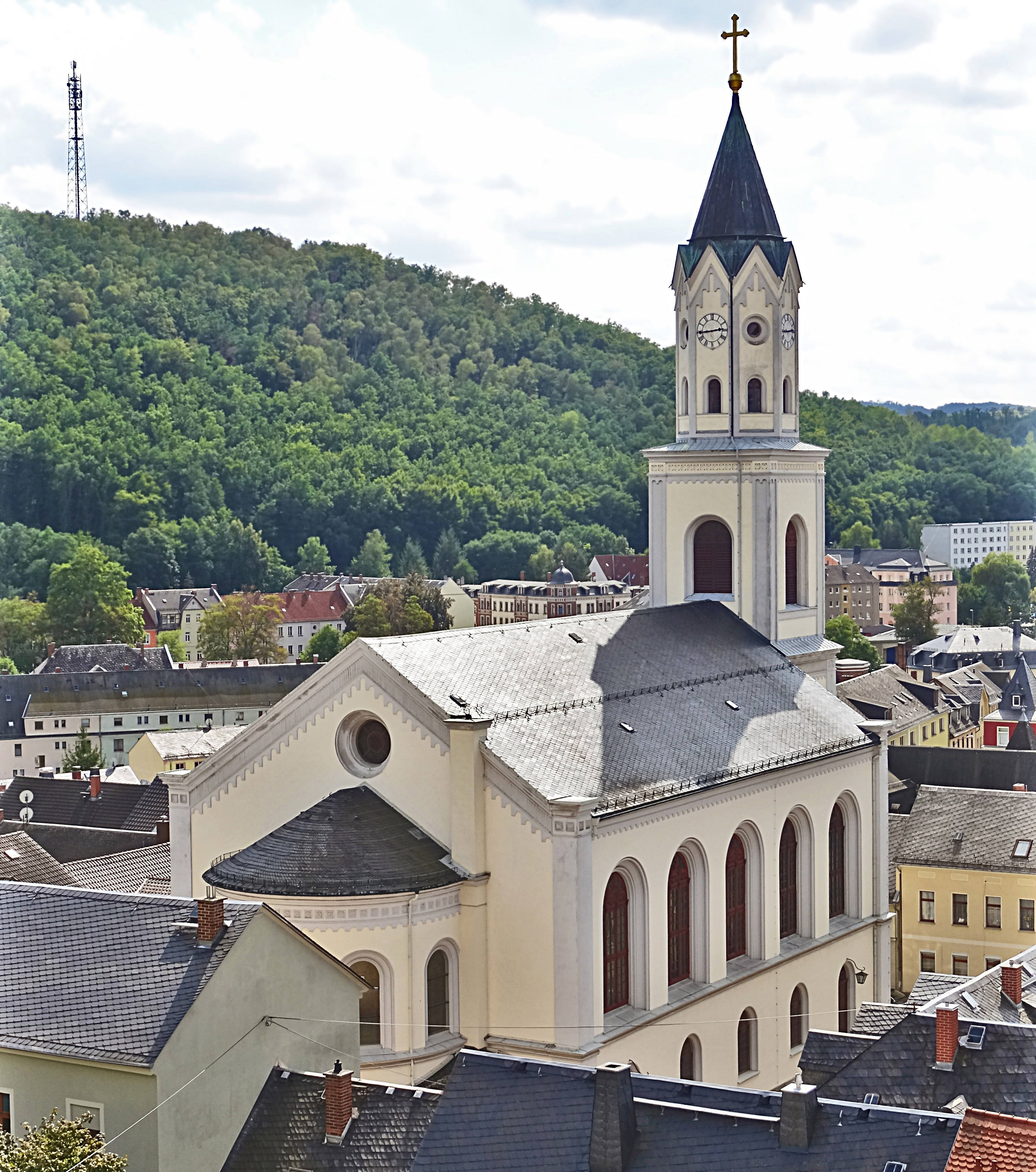
Die Laurentiuskirche, gesehen von der Burgruine Elsterberg

Das Wahrzeichen der Stadt, die Ruine des spätromanischen Schlosses Elsterberg, ist mit 1,5 Hektar die größte Ruinen-Burganlage in Sachsen. Von ihr sind Teile des Palas mit Kellergewölbe sowie die Mauer mit Rundtürmen erhalten geblieben. Sehenswert sind auch die Laurentiuskirche und das im neogotischen Stil gebaute Rathaus.

### Naturschutz
- Siehe auch: Liste der Naturdenkmale in Elsterberg

### Grünflächen und Naherholung
Vom 407 m über NN über der Stadt thronenden Kriebelstein lässt sich Elsterberg mit seiner Umgebung überblicken. Das Landschaftsschutzgebiet Steinicht, eine Flusslandschaft, erstreckt sich vom Ortsteil Gippe aus bis Rentzschmühle an der Elstertalbrücke und ist ein beliebtes Wandergebiet.

### Sport
Der Elsterberger Ballspielclub ist der größte Sportverein der Stadt. Der Verein wurde 1912 aus einer Fusion der Vereine S.C. 1910 Elsterberg und Sportfreunde Elsterberg gegründet, spielte vor 1945 als reiner Fußballklub auch in der höchsten deutschen Gauliga. Heimstätte ist das Stadion Elsterberg, das 1977 als Stadion Roter Oktober erbaut wurde.
1951 wurde der Verein als BSG Chemie Elsterberg neu ausgerichtet. Neben Fußball gab es unter anderem auch die Sektionen Schwimmen, Schach und Tischtennis. Im Fußball war Chemie Gründungsmitglied der 1952 gegründeten Bezirksliga Gera. Der Aufstieg in die drittklassige II. DDR-Liga gelang Chemie Elsterberg 1957 für ein Jahr. Nach dem Abstieg fusionierte Chemie Elsterberg mit Fortschritt Elsterberg zur BSG Einheit Elsterberg.
Bis 1990 pendelte Einheit zwischen der Geraer Bezirksliga und Bezirksklasse. 1990 trat der Verein unter der Bezeichnung SV Einheit erst in Thüringens Bezirksklasse, dann nach dem Volksentscheid und Eingliederung der Stadt Elsterberg ab 1992 in Sachsen an und startete ab 1996 wieder unter dem historischen Name Elsterberger BC. Nach dem Beginn in der Bezirksliga Chemnitz rutschte das Team in den vogtländischen Kreisklassen-Bereich ab.

## Wirtschaft und Infrastruktur

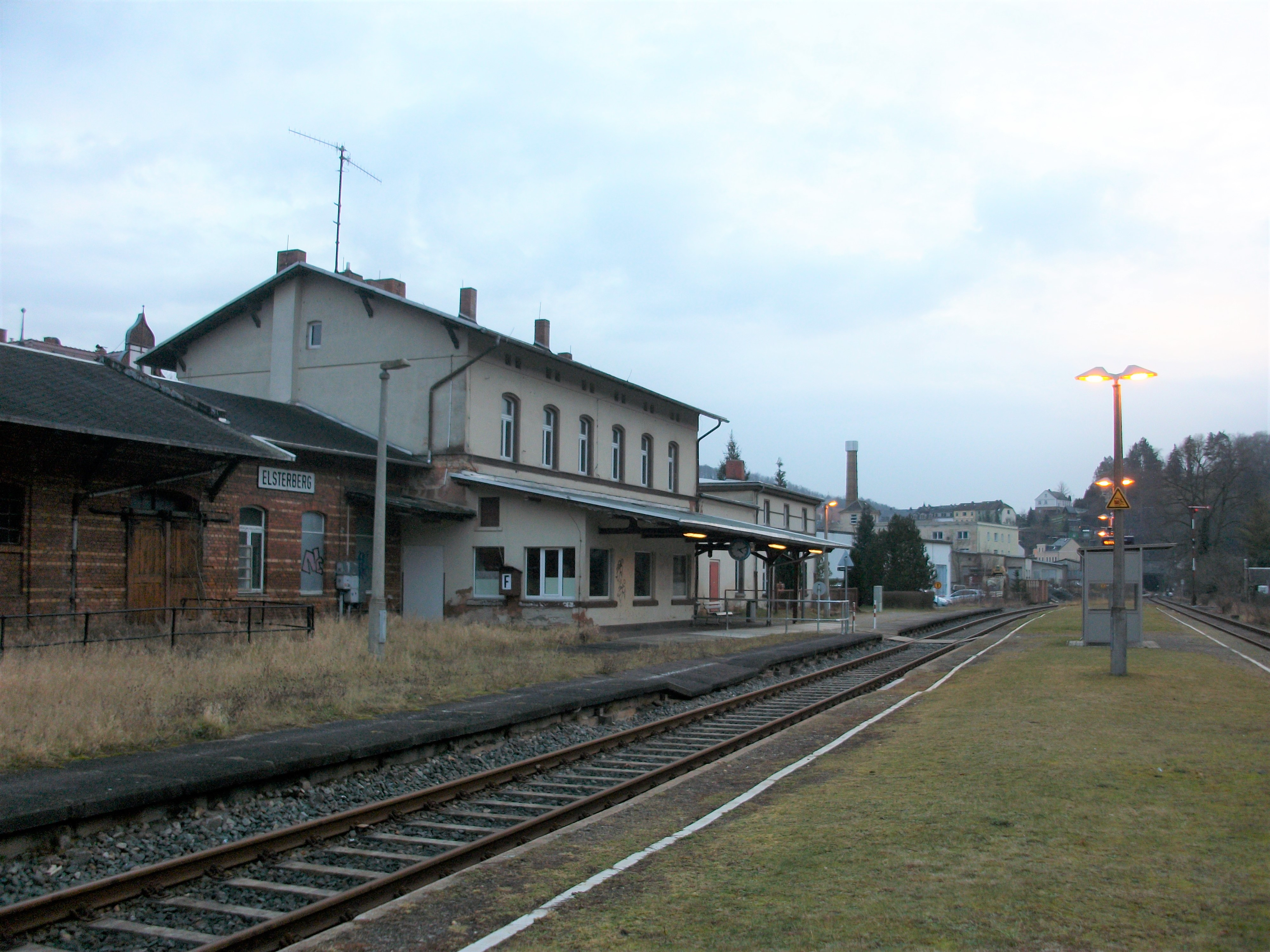
Bahnhof Elsterberg, Empfangsgebäude Gleisseite (2018)

### Verkehr
Dadurch, dass die Bundesstraße 92 durch Elsterberg führt, waren die innerstädtischen Straßen stark frequentiert. Eine schon vor dem Zweiten Weltkrieg trassierte Umgehungsstraße wurde während der DDR-Zeit nicht weitergebaut. Erst nach 1990 wurde das Straßennetz erneuert und erweitert. Um die Jahrtausendwende wurde die Umgehungsstraße komplett in Betrieb genommen und seit 2010 führt eine neue Straßenbrücke südlich des Eisenbahntunnels den aus Plauen kommenden Verkehr direkt zu dieser Umgehungsstraße ab.
Der Öffentliche Personennahverkehr wird hauptsächlich von der Personen- und Reiseverkehrsgesellschaft Greiz abgedeckt. Im Halbstundentakt verkehren Busse der Linie 1 zwischen Elsterberg und Greiz. Diese Strecke war von 1946 bis 1969 elektrifiziert und wurde von einem Oberleitungsbus befahren. Die Linie 2 bindet die südlich und östlich gelegenen Ortsteile an. Die TaktBus-Linie 84 des Verkehrsverbunds Vogtland führt alle zwei Stunden nach Reichenbach und nimmt dort auf dem Postplatz am Rendezvous-Knoten teil. Zudem verkehrt die Schulbuslinie 401 nach Plauen.
Darüber hinaus führt die Elstertalbahn durch Elsterberg und verbindet das Thüringer Vogtland mit Plauen und Gera. Bis 2018 war Elsterberg außerdem Endpunkt des RE 3 von Göttingen über Erfurt, Jena und Gera. Seit dem Fahrplan 2018 wird Elsterberg nur noch alle zwei Stunden von der Vogtlandbahn bedient.

## Bildung

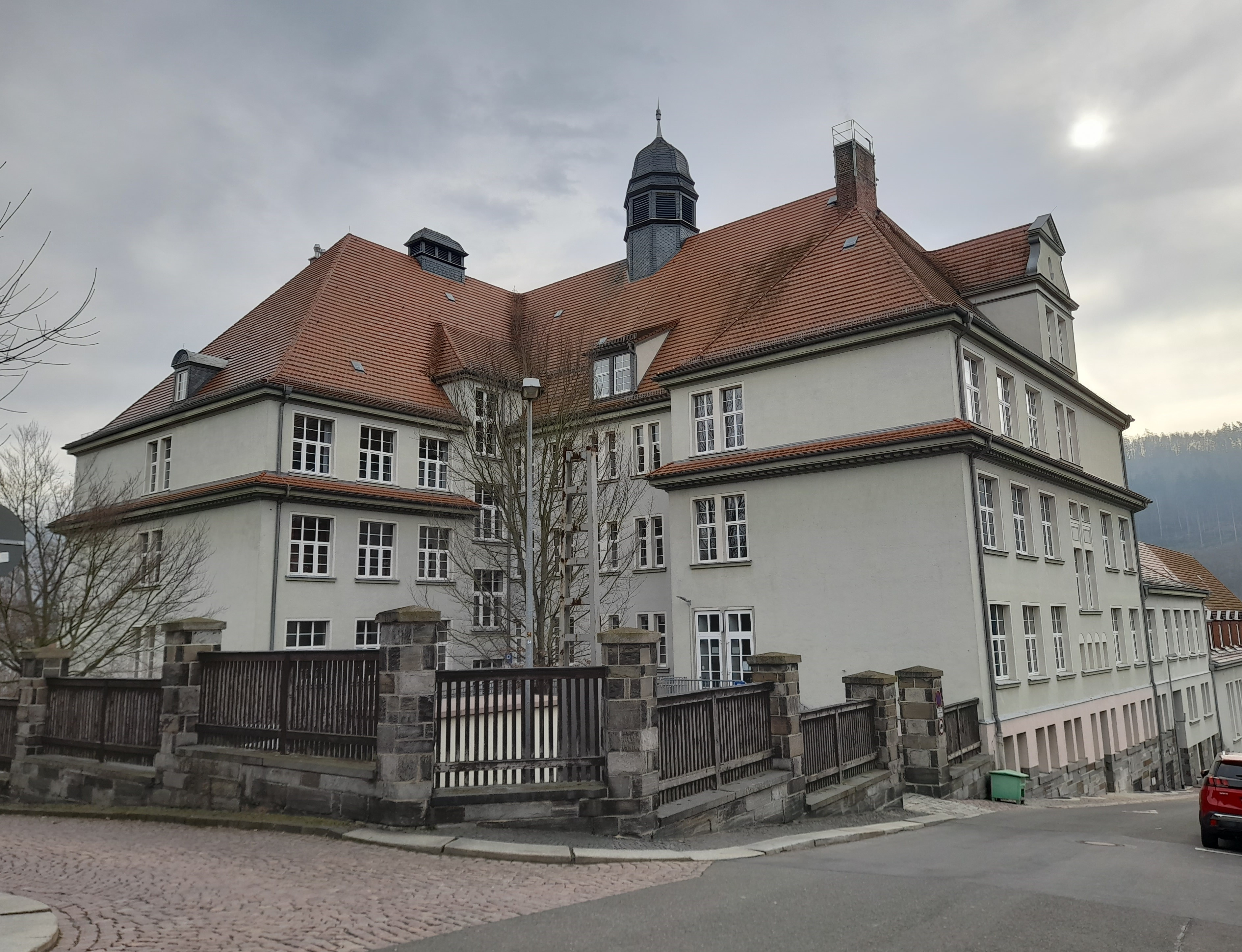
Schulzentrum Wolfram Markert, gebildet aus der Grundschule und den TRIAS Schulen (Oberschule und Gymnasium Elsterberg)

Es gibt im Ort eine staatliche Grundschule sowie eine Oberschule und ein Gymnasium in freier Trägerschaft.

## Sonstiges

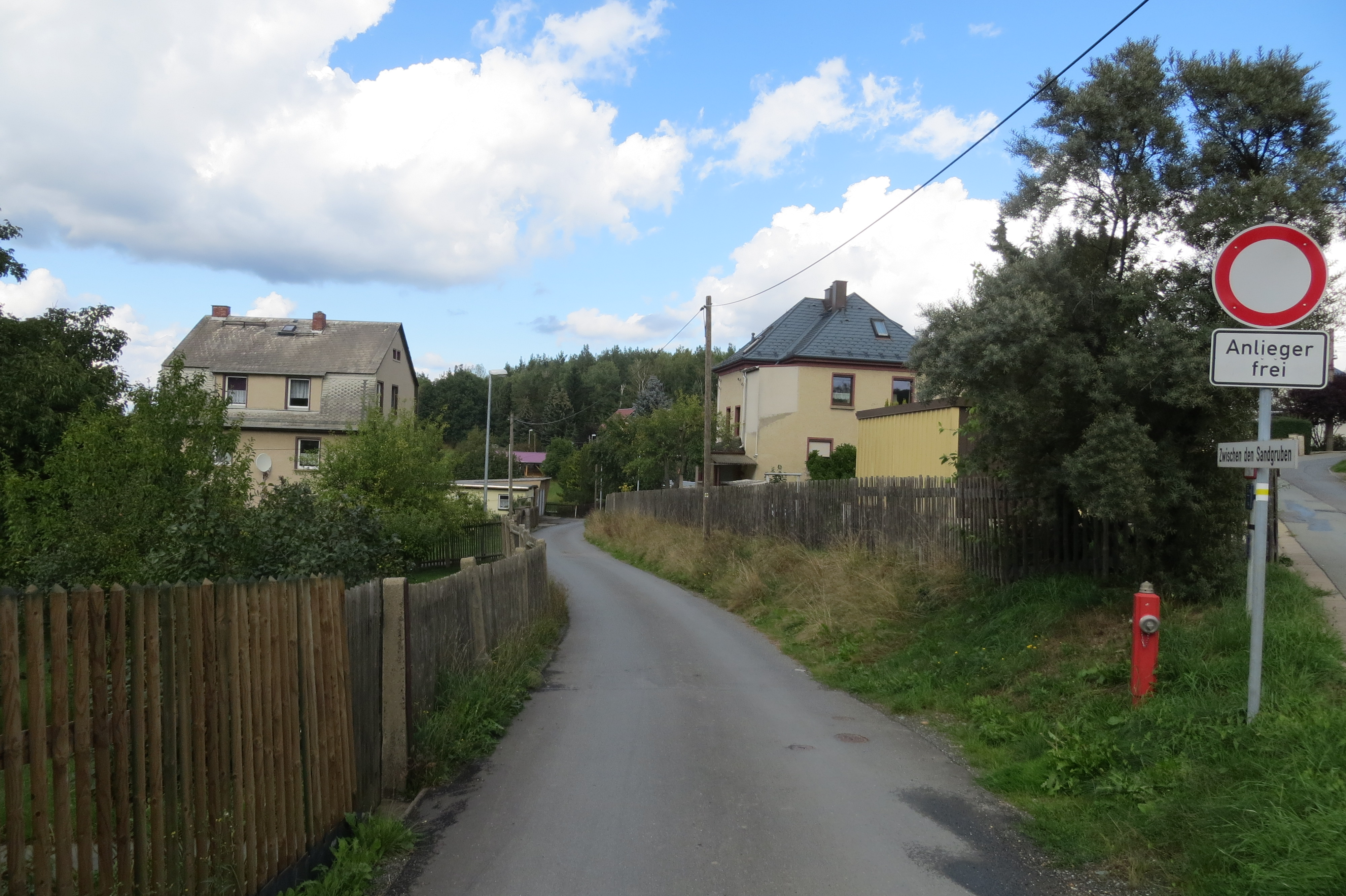
Blick in die Straße Zwischen den Sandgruben. Die Grundstücke auf der linken Seite gehören zum Ortsteil Dölau der Stadt Greiz (Thüringen), die auf der rechten zum Ortsteil Kleingera der Stadt Elsterberg (Sachsen).

Aufgrund der Lage an der Grenze zu Thüringen kommt es zu einigen Kuriositäten:
Die Kernstadt bildete zusammen mit den Ortsteilen Noßwitz, Görschnitz und Cunsdorf lange einen Teil Sachsens, der vom restlichen Gebiet nicht über Straßen oder Bahnstrecken erreichbar war, ohne Thüringen zu durchqueren. Der übliche (Straßen-)Weg von den Ortsteilen Kleingera und Coschütz nach Elsterberg führt durch den Ortsteil Sachswitz der thüringischen Stadt Greiz. Die Bundesstraße 92 führt zwischen Elsterberg und der Kreisstadt Plauen zweimal auf kurzen Abschnitten durch Thüringen: an der Gaststätte Zur Landesgrenze (zu Hohndorf) und im Bereich der Abzweige nach Schönbach und Cossengrün. Erst nach dem Abriss des Kunstseidenwerkes im Jahr 2015 wurde die (wenig bedeutsame) Straße in den Ortsteil Scholas über das ehemalige Werksgelände ausgebaut und für den öffentlichen Kfz-Verkehr freigegeben, so dass heute eine Verbindung ins restliche Sachsen besteht.
Die letzten Häuser in der Sachswitzer Straße gehören bereits zum Ortsteil Sachswitz der Stadt Greiz, sind von diesem aus aber nur über einen Feldweg zu erreichen.
Eine zum Ortsteil Kleingera gehörende Siedlung grenzt direkt an den Ortsteil Dölau der Stadt Greiz. In der Straße Zwischen den Sandgruben gehören die Grundstücke der nordwestlichen Seite zu Dölau, die der südöstlichen zu Kleingera.